# Siphlonurus columbianus
Siphlonurus columbianus är en dagsländeart som beskrevs av Mcdunnough 1925. Siphlonurus columbianus ingår i släktet Siphlonurus och familjen simdagsländor. Inga underarter finns listade i Catalogue of Life.